# (1552) Bessel
(1552) Bessel es un asteroide que forma parte del cinturón de asteroides y fue descubierto por Yrjö Väisälä desde el observatorio de Iso-Heikkilä, Finlandia, el 24 de febrero de 1938.

## Designación y nombre
Bessel se designó inicialmente como 1938 DE1.
Posteriormente fue nombrado en honor del astrónomo y matemático alemán Friedrich Bessel (1789-1846).

## Características orbitales
Bessel orbita a una distancia media de 3,01 ua del Sol, pudiendo alejarse hasta 3,299 ua. Su excentricidad es 0,09577 y la inclinación orbital 9,842°. Emplea en completar una órbita alrededor del Sol 1908 días.